# No Heavy Petting
No Heavy Petting è il quinto album studio del gruppo musicale britannico UFO, pubblicato nel 1976 dalla Chrysalis Records.

## Tracce
1. Natural Thing (Schenker/Mogg/Way)
2. I'm a Loser (Schenker/Mogg)
3. Can You Roll Her (Schenker/Mogg/Peyronel)
4. Belladonna (Schenker/Mogg)
5. Reasons Love (Schenker/Mogg)
6. Highway Lady (Peyronel)
7. On With the Action (Schenker/Mogg)
8. A Fool in Love (Miller/Fraser)
9. Martian Landscape (Peyronel)

## Formazione
- Phil Mogg - voce
- Michael Schenker - chitarra
- Danny Peyronel - tastiere
- Pete Way - basso
- Andy Parker - batteria